# Haroutioun Abrahamian
Pour les articles homonymes, voir Abrahamian.
Haroutioun Abrahamian, né le 4 décembre 1969, est un footballeur international arménien.

## Palmarès

### Récompenses individuelles
Il obtient la récompense de Footballeur arménien de l'année en 1999.